# Тим неситим очам…
«Тим неситим очам…» — вірш Тараса Шевченка 1860 року, написаний у С.-Петербурзі.

## Написання та автографи
Зберігся чорновий автограф вірша, рядків 1 — 6 і список невідомою рукою рядків 7 — 24 на окремому аркуші; список О. М. Лазаревського в «Більшій книжці». Чорновий автограф і список невідомою рукою не датовані. Дата в списку О. М. Лазаревського: «31 мая, СПб.». Вірш датується за списком Лазаревського та його місцем у «Більшій книжці» серед творів 1860-го: 31 травня 1860 року, С.-Петербург.

## Публікація
Фрагменти первісного тексту — за нині не відомим «першим рукописом» Шевченка — опубліковано в підрядкових виносках у «Кобзарі з додатком споминок про Шевченка Костомарова і Микешина» 1876 року (Прага, стор. 239 — 240). Дальшу стадію роботи над віршем відбивають записані Шевченком на окремому аркуші перші шість рядків і список невідомою рукою решти тексту. Автограф, за яким Лазаревський переписав текст до «Більшої книжки», не відомий. Твір є переспівом вірша російського поета В. С. Курочкіна «Для великих земли», опублікованого в журналі «Мода» 1857 року (№ 1).

## Сюжет
Ця поезія — вільний переспів вірша В. С. Курочкіна «Для великих землі». В переспіві збережено розмір оригіналу, кількість строф, характер римування і навіть окремі рими. Водночас, переосмислюючи образи рос. вірша, Шевченко значно поглибив соціальний зміст твору, надавши йому відверто антицаристського спрямування. Написанню переспіву передує цикл «Молитва», створений за кілька днів до цього під враженням того самого вірша В. Курочкіна. Деякі образи й мотиви «Молитви» поет переніс у переспів (мотиви осудження «царів» і прославлення «роботящих умів, роботящих рук»). Проте строфи цієї ліричної медитації навіть формально не є «молитвами».